# Rivière à Pressé
Rivière à Pressé är ett vattendrag i Kanada.   Det ligger i provinsen Québec, i den sydöstra delen av landet, 400 km nordväst om huvudstaden Ottawa.
I omgivningarna runt Rivière à Pressé växer i huvudsak blandskog. Trakten runt Rivière à Pressé är nära nog obefolkad, med mindre än två invånare per kvadratkilometer.